# مکس لوچین
مکس لوچین (به انگلیسی: Max Levchin) یکی از بنیان‌گذاران وب‌گاه یاهو ودانشمند رایانه و کارآفرین اینترنتی است. او مدیر اجرایی دیجیتال وام شروع تأییداست. او همچنین رئیس سابق افسر ارشد فناوری از پی پال است که در سال ۱۹۹۸ تأسیس کرده‌است. و همچنین همکاری خالق Gausebeck-Levchin تست یکی از اولین تجاری پیاده‌سازی یک کد امنیتی چالش پاسخ آزمون انسانی است.

## اسلاید Yelp از وب سایت (۲۰۰۴)

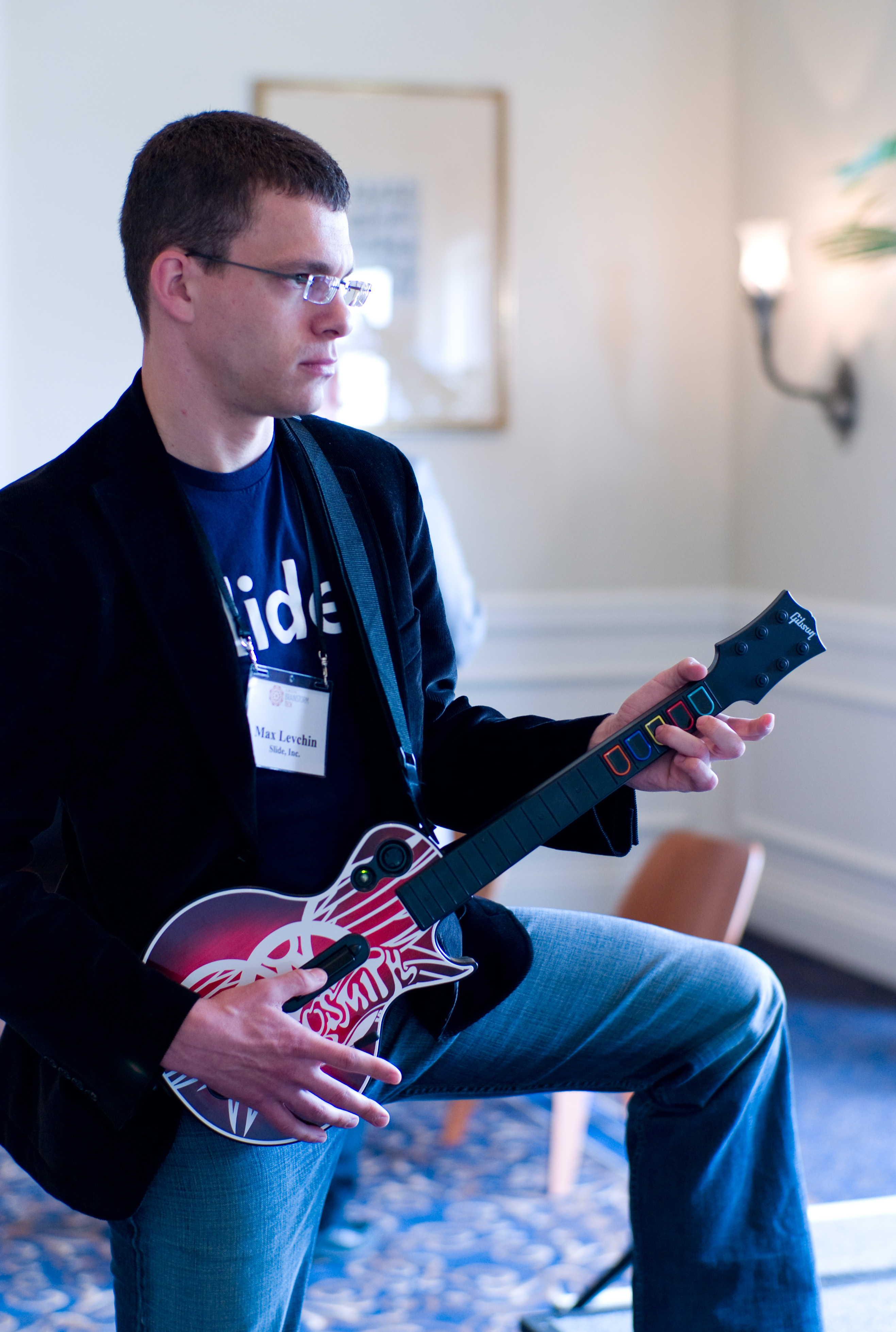
Max Levchin دیده می‌شود بازی قهرمان گیتار در یک کنفرانس.